# Книга мого діда Коркута

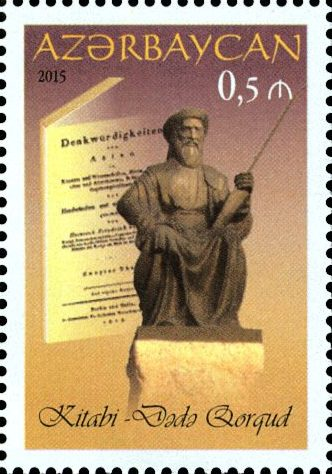
Поштова марка Азербайджану 2015 року, присвячена епосу

Книга мого діда Коркута або Книга Коркута Ата (тур. Dede Korkut, Korkut Ata; азерб. Dədə Qorqud, араб. دده قورقود; туркм. Gorkut Ata, каз. Қорқыт ата кітабы кирг. Коркут ата китеби) — найвідоміший епічна історія огузьких тюрків. Розповіді несуть мораль і цінності, що є важливими для соціального способу життя кочових тюркських народів і їхніх перед-ісламських вірувань. Міфічна розповідь книги є частиною культурної спадщини тюркських країн, в тому числі Туреччини, Азербайджану, Туркменістану, Казахстану і в меншій мірі Киргизстану.
Епічні казки Dede Korkut є одними з найвідоміших тюркських дастанів із числа більш ніж 1000 записаних епосів серед монгольських і тюркських мовних сімей.
У 2018 році епос був включений в Репрезентативного списку нематеріальної культурної спадщини людства ЮНЕСКО від імені Азербайджану, Казахстану і Туреччини.

## Походження і зміст епосу
Книга мого діда Коркута — героїчний дастан (легенда), відомий також як Oghuz-nameh серед огузів,, що починається в Центральній Азії, триває в Анатолії та Ірані, та має центром більшості подій азербайджанський Кавказ. За словами Бартольда, «неможливо припустити, що цей дастан міг би бути написаний в будь-якому місці, але не на Кавказі».
Для тюркських народів, особливо для тих, хто називає себе огузами, він є основним сховищем етнічної ідентичності, історії, звичаїв і ціннісних систем тюркських народів протягом всієї історії. Вона відзначає боротьбу за свободу в той час, коли тюрки-огузи були пастухами, хоча «зрозуміло, що історії були введені в їхній нинішній формі, коли турки огузького походження вже не вважали себе огузами». З середини X-го століття термін «огуз» поступово витіснявся серед самих тюрків «туркмен»); цей процес завершився до початку XIII-го століття. Туркмени — це тюрки, в основному, але не виключно. Огузи, які прийняли іслам і почали вести більш осілий спосіб життя, ніж їхні предки. У XIV-му столітті, федерація огузів, або, як вони були на цей час називали, туркменські племена, які називали себе Ак-Коюнлу встановили династію, яка правила східною Туреччиною, Азербайджаном, Іраком і західним Іраном.

### Зміст
Дванадцять історій, які складають основну частину твору, були записані після того, як турки перейшли в іслам, і герої часто зображувалися як добрі мусульмани, а злодіїв називали невірними, але є також багато посилань на доісламську магію турків. Персонаж Деде Коркута, тобто «Дідуся Коркута», є широко відомим віщуном і бардом, який поєднує історії разом, а тринадцята глава книги містить слова, приписані йому. «У дастанах Деде Коркут виступає як „аксакал“ (буквально „біла борода“, „шановний старший“), радник або мудрець, вирішуючи труднощі, з якими стикаються племінні члени. Серед людей шановні аксакали мудрі і знають, як вирішувати проблеми; серед „ашиків“ (розповідачів дастані) їх зазвичай називають dede („дідом“). У минулому цей термін позначав шановних племінних старців, а зараз використовується в сім'ях; у багатьох населених пунктах Азербайджану він замінює ата („родоначальник“ або „батько“).»
Мудрі і знають, як вирішувати проблеми, серед «ашиків» вони в цілому називають «дедом». У минулому цей термін позначав шановних старших племен, а тепер використовується в сім'ях у багатьох населених пунктах Азербайджану вона замінює «ата» [предка або батька] ". Історик Рашид-ад-Дін Фазлуллах (помер 1318) каже, що Деде Коркут був справжньою людиною і прожив 295 років; що він з'явився за часів огузького правителя Інала Сира Явкуй хана, який послав його послом до Пророка; що він став мусульманином; що він дав пораду великому хану огузів, був присутнім на виборах великого хана і дав дітям імена.
Казки розповідають про воїнів, битви і, ймовірно, ґрунтуються на конфліктах між огузами і печенігами і кипчаками. Багато сюжетних елементів знайомі тим, хто розбирається в західній літературній традиції. Наприклад, історія монстра, названого Тепегьоз, має достатню схожість з зустріччю з циклопом в Одіссеї Гомера, що, як вважають, показує вплив грецького епосу або один спільний древній анатолійський корінь. Книга також детально описує різноманітні спортивні заходи стародавніх тюркських народів: «Деде Коркут (1000—1300) чітко посилався на певні фізичні навантаження і ігри. В описі Деде Коркута — спортивні навички турків, як чоловіків, так і жінок, були описані як „першокласні“, особливо у верховій їзді, стрільбі з лука, джириті (метання списа), боротьбі та поло, які вважаються турецькими національними видами спорту.»

#### Пісні
1. Пісня про Богач-Хана, сина Дерсе-Хана
2. Пісня про те, як було пограбовано дім Салар-Казана
3. Пісня про Бамсі-Бейрека, сина Кан-бури
4. Пісня про те, як сина Каза-Бека Уруз-Бека було взято у полон
5. Пісня про удатного Домрула, сина Дука-Коджі
6. Пісня про Кан-Туралі, сина Канли-Коджі
7. Пісня про Ієкенка, сина Казилик-Коджі
8. Пісня про те, як Бісат убви Депе-Геза
9. Пісня про Амрана, сина Бекіля
10. Пісня про Секрека, сина Ушун-Коджі
11. Пісня про те, як Салор-Казана було взято у полон і як його син Уруз звільнив його
12. Пісня про те, як зовнішні огузи повстали проти внутрішніх огузів і як помер Бейрек
13. Мудрість Деде Коркута

### Традиція рукопису
З початку 18-го століття «Книга Деде Коркута» перекладена французькою, англійською, російською та угорською мовами. Проте, лише тоді, коли він привернув увагу Г. Ф. Фон Дієза, який опублікував частковий німецький переклад Dede Korkut в 1815 році, на основі рукопису, знайденого в Королівській бібліотеці Дрездена,, Dede Korkut став широко відомим на Заході. Єдиний інший рукопис Dede Korkut був відкритий в 1950 році Етторе Россі у Ватиканській бібліотеці.. До того, як Dede Korkut було переписано на папері, події, зображені на ній, зберігалися лише в усній традиції, принаймні з IX-го і X-го століть. Глава Bamsi Beyrek зберігає майже дослівно величезний середньоазіатський дастан Алпамиш, що датується ще більш раннім часом. Розповіді були написані в прозі, але переповнені поетичними уривками. Недавні дослідження турецьких і туркменських учених показали, що туркменський варіант «Книги Деде-Коркута» містить шістнадцять сюжетів, які були переписані і опубліковані в 1998 році.

### Датування композиції
Робота виникла як серія епосів, усно оприлюднених і переданих поколінням, перш ніж бути опублікована в книжковому вигляді. З історій зібрано численні версії. Вважається, що перші версії були в формі віршів, оскільки турецька є аглютинативною мовою, але вони поступово перетворювалися на поєднання віршів і прози, оскільки ісламські елементи з часом впливали на розповідь.
Для перших письмових копій були запропоновані різні дати. Джеффрі Льюїс датує досить раннім XV століттям, з двома шарами тексту: субстрат старих усних традицій, пов'язаний з конфліктами між огузами, печенігами і кипчаками, а також зовнішнім зверненням до походів XIV-го століття Конфедерації Ак-Коюнлу. Джемал Кафадар погоджується, що це не раніше XV-го століття, оскільки «автор підживлює і правителів Ак-Коюнлу і правителів Османської імперії».  Однак у своїй історії Османської імперії, Стенфорд Дж. Шоу (1977) датує її XIV століттям.  Професор Майкл Е. Мікер сперечається з обома датами, кажучи, що версії історій, які ми сьогодні маємо, походять від народних оповідань і пісень не раніше XIII-го століття і були записані не пізніше початку XV-го століття.  Принаймні одна з історій (глава 8) існувала письмово на початку XIV століття, з неопублікованого. арабської історії, Durar al-Tijan Давадари, що була написана в Єгипті десь між 1309 і 1340 рр.
Точне визначення неможливе через кочовий спосіб життя ранніх тюрків, при якому такі епоси, як Dede Korkut, передавалися з покоління в покоління в усній формі. Особливо це стосується епічної книги, подібної до цієї, яка є продуктом довгого ряду оповідачів, кожен з яких міг би внести зміни і доповнення, аж до двох переписувачів XVI-го століття, які були авторами найдавніших збережених рукописів. Більшість вчених древніх тюркських епосів і народних казок, таких як російсько-радянський академік Василь Бартольд і британський вчений Джеффрі Льюїс, вважають, що текст Dede Korkut «має ряд особливостей, характерних для азербайджанської мови».

## Нотатки
1. ↑  «Це було не раніше XV-го століття. Виходячи з того, що автор підживлює як Ак-Коюнлу, так і османських правителів, було висловлено припущення, що композиція належить до того, хто живе на невизначеному кордоні земля між двома державами під час правління Узун-Хасана (1466–78). Г. Льюїс датує композицію «принаймні на початку XV століття».»
2. ↑  «Найбільшим народним твором XIV століття була збірка прози Деде Коркут, найдавніших збережених прикладів огузького туркменського епосу.» Деде Коркут «розповідає про боротьбу туркменів з грузинами і абхазами на Кавказі, а також з візантійською Трапезундською Імперією, додаючи історії стосунків і конфліктів у туркменських племен.»
3. ↑  «Книга Деде Коркут — ранні записи орального турецького фольклору в Анатолії, і як така, одна з міфічних глав турецької націоналістичної ідеології. Найдавніші версії «Книги Деде Коркута» складаються з двох рукописів, скопійованих у XVI ст. Дванадцять історій, які записані в цих рукописах, випливають з циклу історій і пісень, що циркулюють серед тюрків, що мешкають у північно-східній Анатолії та північно-західній частині Азербайджану. За даними Льюїса (1974), старший субстрат цих усних традицій виникає в конфліктах між древніми огузами і їхніми турецькими суперниками в Середній Азії (печеніги, кипчаки), але цей субстрат був одягнений у згадки про походи XIV-го століття конфедерації тюркських племен Ак-Коюнлу проти грузин, абхазів і греків у Трапезунді, і такі історії та пісні виникли б не раніше початку XIII століття, і письмові версії, які дійшли до нас, були складені не пізніше початку XV століття. До цього часу відповідні тюркські народи протягом кількох століть перебували в контакті з ісламською цивілізацією, називали себе туркменами, а не огузами, мали тісні зв'язки з осілими і урбанізованими суспільствами, а також брали участь у ісламізованих режимах включали кочівників, фермерів і городян. Деякі з них повністю відмовилися від свого кочового способу життя.»